# Rubus devitatus
Rubus devitatus är en rosväxtart som beskrevs av Matzk.. Rubus devitatus ingår i släktet rubusar, och familjen rosväxter. Inga underarter finns listade i Catalogue of Life.